# Maiella
La Maiella, o Majella, è il secondo massiccio montuoso più alto degli Appennini continentali dopo il Gran Sasso.
È situato nell'Appennino abruzzese, al confine tra le province di Chieti, L'Aquila e Pescara, con la cima più alta rappresentata dal monte Amaro, 2793 m s.l.m.. È sede dell'omonimo parco nazionale e su di essa insistevano la comunità montana Peligna, la comunità montana della Maiella e del Morrone, la comunità montana della Maielletta e la comunità montana Aventino-Medio Sangro.

## Descrizione

### Territorio

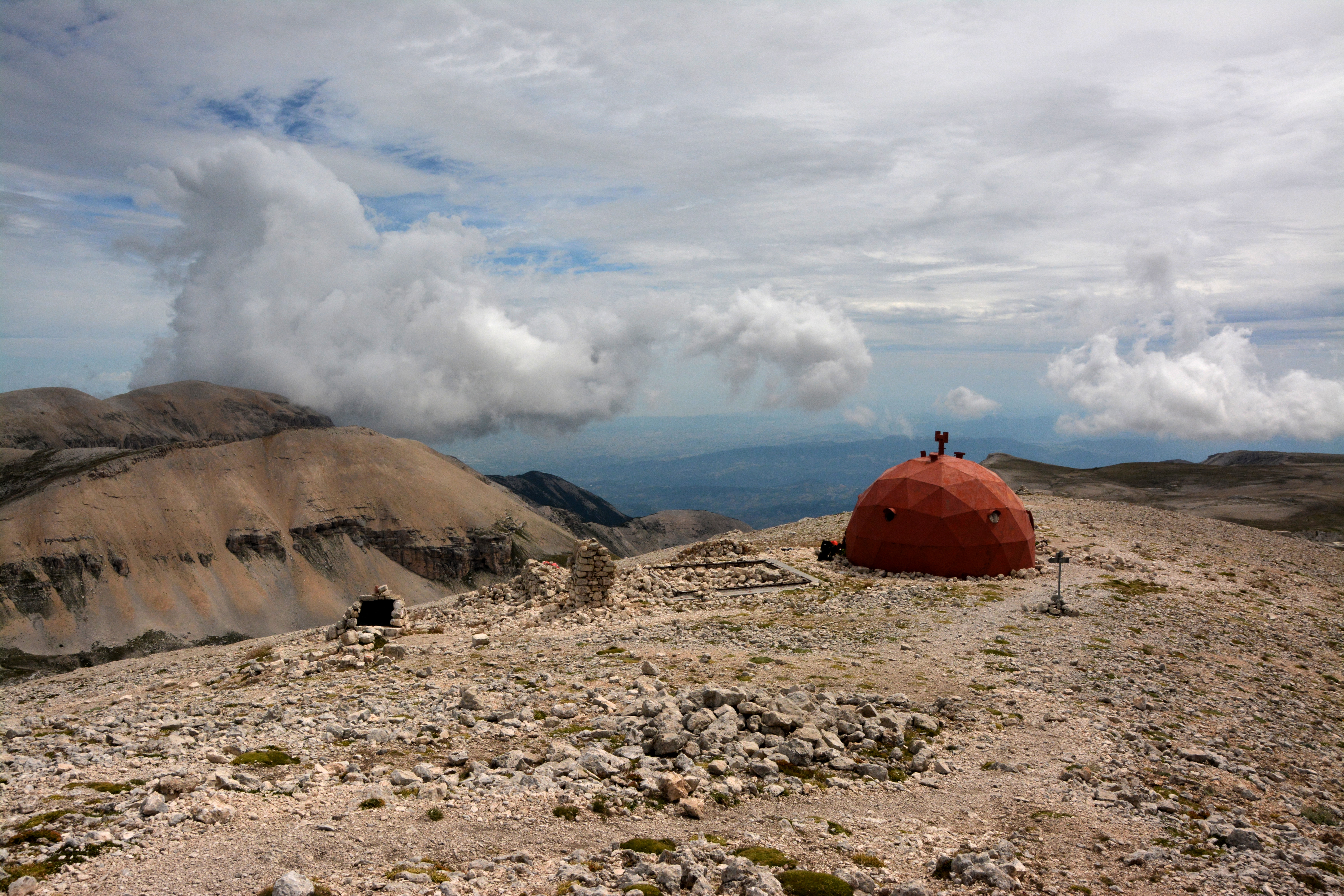
Vetta del monte Amaro, cima più alta della Maiella

Il massiccio della Maiella fa parte della dorsale più orientale dell'Appennino abruzzese assieme al Gran Sasso posto più a nord; è abbastanza esteso (perimetro di oltre 100 km) e costituito da calcare molto compatto, sotto forma di una dorsale stretta e allungata a ovest (lunghezza circa 36 km), allargata in blocco a est verso il chietino (larghezza circa 23 km), delimitato ad ovest dalla Conca Peligna, a nord dalla Val Pescara, a est e sud dalle colline della provincia di Pescara e Chieti, a sud-ovest dagli altipiani maggiori d'Abruzzo, pianori calcarei sui 1250 m di altitudine, che la separano dai monti Marsicani e dal parco nazionale d'Abruzzo, Lazio e Molise. La valle dell'Aterno-Sagittario e le gole di Popoli la dividono rispettivamente dalla catena del Sirente-Velino e dal massiccio del Gran Sasso.
Intorno ad essa si trovano i gruppi del monte Morrone, del monte Porrara e dei Monti Pizzi: i primi due sono divisi dal massiccio dalle valli dell'Orta e dell'Aventino; la zona dei Monti Pizzi, invece, è collegata alla Maiella dagli altipiani maggiori d'Abruzzo che la dividono dai monti Marsicani ad sud-ovest. La vetta della Maiella è visibile da oltre 70 km di raggio: nelle giornate serene e limpide si può scorgere dal Gargano e dai monti della Daunia e dell'Irpinia (a cavallo tra Puglia e Campania), mentre da nord è visibile dal monte Amiata in Toscana e da San Benedetto del Tronto nelle Marche, persino dalle alture dell'entroterra dalmata oltre il mare Adriatico.

### Geomorfologia
A differenza del Gran Sasso, la Maiella si presenta in media più erbosa e meno rocciosa ovvero più in linea con gli altri massicci montuosi appenninici sebbene anche qui non manchino zone aspre caratteristiche di alta montagna. È caratterizzata da una serie di pianori sommitali, dolcemente tondeggianti per effetto dell'azione millenaria dei ghiacciai che qui erano molto estesi durante le ere glaciali, tra cui emerge la valle di Femmina Morta ad oltre 2500 m s.l.m.. 
Sulla sommità si trovano le cime principali del gruppo: monte Amaro (2793 m), monte Acquaviva (2737 m), monte Focalone (2676 m), monte Pesco Falcone (2657 m), monte Rotondo (2656 m), monte Macellaro (2646 m), cima delle Murelle (2596 m) e vasti altopiani a quote elevate (fino a 2500 m). Altre cime importanti sono la Tavola Rotonda (2403 m), il monte Martellese (2222 m), cima Blockhaus (2143 m) e cima Mammarosa (1648 m).
Mentre la parte ovest scende ripidissima verso la Conca Peligna, i fianchi est e sud e nord-ovest del massiccio sono solcati da profondi e ripidi valloni fino a gole profonde, mentre che giungono a valle dopo 1 500-2000 m di dislivello, scavati da fiumi come l'Orfento, il Foro o altri:
- valle di Femmina Morta, nel territorio del comune di Rapino;
- valle dell'Orfento, nel territorio del comune di Roccamorice;
- valle di Pennapiedimonte, nel territorio del comune di Pennapiedimonte;
- valle del Foro, nel territorio del comune di Vacri;
- valle di Selvaromana, nel territorio del comune di Guardiagrele;
- valle di Taranta, nel territorio del comune di Palombaro;
- valle delle Mandrelle e valle di Santo Spirito, nel territorio del comune di Fara San Martino.

Il fiume Orta, che raccoglie le acque di un vasto bacino, separa con un'ampia valle il massiccio della Maiella dal Morrone. La valle è profondamente incisa nei territori dei comuni di Bolognano e San Valentino, formando un vero e proprio canyon. Sono presenti anche dei nevai.

### Cime principali
- Monte Amaro (2793 m)
- Monte Acquaviva (2737 m)
- Monte Focalone (2676 m)
- Cima dei Tre Portoni (2673 m)
- Monte Sant’Angelo (2669 m)
- Monte Pesco Falcone (2657 m)
- Monte Rotondo (2658 m)
- Cima Pomilio (2656 m)
- Monte Macellaro (2646 m)
- Cima delle Murelle (2596 m)
- Tavola Rotonda (2403 m)
- Monte Martellese (2222 m)
- Cima Blockhaus (2143 m)
- Monte Porrara (2137 m)
- Monte Rotella (2129 m)
- Monte Morrone (2061 m)
- Monte Rotondo (1731 m)
- Cima Mammarosa (1648 m)
- Monte Corvo (1128 m)

### Geologia
Si tratta di un massiccio calcareo-dolomitico di età mesozoica e cenozoica. Da più di un secolo e mezzo, la geologia dell'area della montagna della Maiella è stata studiata da numerosi studiosi italiani e stranieri. Soprattutto per la ricostruzione delle sequenze sedimentarie carbonatiche, la Maiella è conosciuta per un motivo particolare: si tratta di una delle poche località dove un margine deposizionale di una piattaforma carbonatica può essere osservata nella sua completezza in affioramento. La zona è a elevato pericolo sismico con presenza di diverse faglie attive; in particolare di rilevanza storica è il grande terremoto della Maiella del 1706.

### Glaciologia
I nevai della Maiella sono dei nevai semi-perenni presenti sul massiccio montuoso della Maiella. Nonostante sia situato più a meridione del Gran Sasso e di elevazione poco più bassa, il massiccio presenta infatti condizioni più favorevoli per lo sviluppo di talune formazioni nevose; essi rappresentano un'importante riserva di approvvigionamento idrico.

### Clima
Il clima della zona è quello tipico di montagna e alta montagna: le precipitazioni nevose sono particolarmente abbondanti, registrando spesso record di accumuli nevosi, sebbene questi siano particolarmente variabili di anno in anno. Fresco e ventilato d'estate.

## Storia

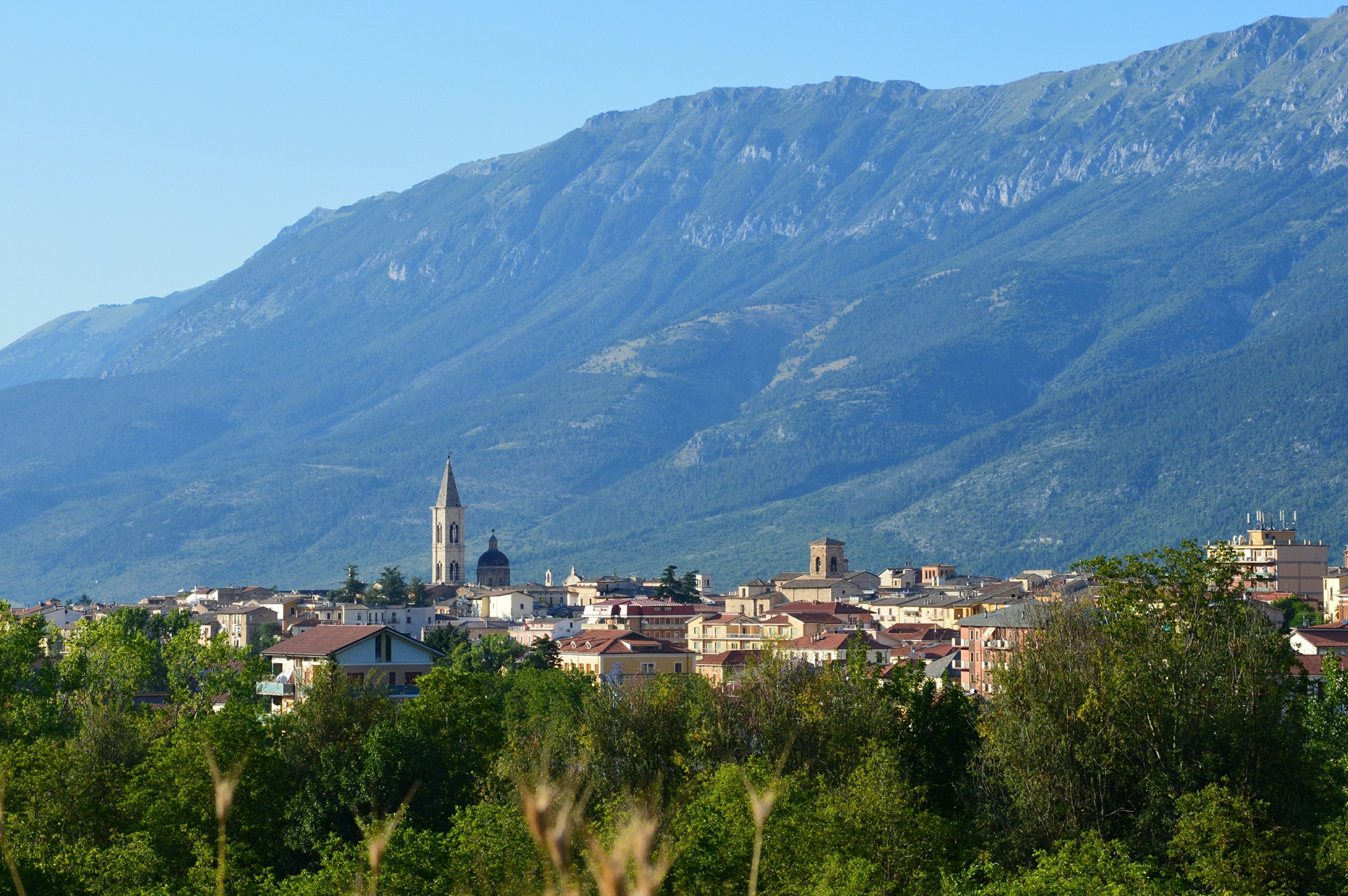
Sulmona con alle spalle le montagne del Morrone

Nell'epoca preromana la Maiella fu popolata al lato est dai Marrucini e dai Sanniti, e al lato ovest dai Peligni. Le città maggiori erano Sulmona, Guardiagrele, famosa per la presenza di necropoli, Juvanum e Teate. L'economia principale era l'allevamento e la pastorizia, e già esistevano dei percorsi appositi pastorali per la transumanza in Puglia.
Nell'89 a.C. gli Italici ribelli furono definitivamente conquistati da Roma, dacché a Corfinium una delegazione italica aveva costituito una Lega, nominando la città come capitale degli Italici. Le vicende della zona rimasero invariate fino alla trasformazione del Medioevo. Nell'XI secolo, dopo l'invasione dei Longobardi, la Maiella divenne oggetto di culto cristiano, e molti monaci fondarono delle abbazie, oppure si ritirarono in eremitaggio.
Nel XIII secolo tale pratica raggiungerà il suo apice grazie a Pietro da Morrone, che fondò gli eremi di San Giovanni, Sant'Onofrio e Santo Spirito a Maiella. Le abbazie erano molto floride e influenti grazie appunto alla ricchezza del terreno, ed esempi sono l'abbazia di San Liberatore a Maiella e quella di San Clemente a Casauria, del IX secolo. Sorsero ovviamente cattedrali e basiliche importanti, come San Panfilo a Sulmona e San Pelino a Corfinio.
Il territorio fu anche ben fortificato, con l'installazione di torri di avvistamento e castelli, per non parlare di veri e propri borghi-fortezza, come ad esempio il Castello De Sanctis di Roccacasale, quello dei Cantelmo a Popoli e il borgo diroccato di Civita di Danzica a Rapino.
Sul versante est Guardiagrele era la città più influente, tanto che aveva il diritto di coniare moneta, ed era importante fulcro religioso per la Cattedrale di Santa Maria Maggiore; nonché commerciale grazie alla lavorazione dei metalli. Nel XV secolo la città più florida era Sulmona; benché colpita da un violento terremoto, era considerata la "Siena degli Abruzzi".
Il terremoto della Maiella del 1706 danneggiò gravemente gli abitati della Maiella, in particolare Sulmona, che fu ricostruita in forme rinascimentali-barocche. Nel XIX secolo la Maiella fu rifugio del brigantaggio postunitario, che imperversò a Serramonacesca, Sant'Eufemia a Maiella e Pescocostanzo. Il simbolo storico delle scorrerie è una pietra incisa a graffiti presso il Passo Blockhaus sopra Pretoro, tale roccia chiamata "Tavola dei Briganti".
Nel 1915 la Maiella occidentale fu colpita in parte dal terremoto di Avezzano, e nel 1933 un nuovo terremoto danneggiò i centri di Gessopalena e Montenerodomo, mentre franarono i borghi di Pescosansonesco e Salle, ricostruiti più a valle dalla zona storica. Durante la seconda guerra mondiale, la Maiella venne presa d'assedio dai tedeschi nel 1943, e furono occupate Sulmona e Guardiagrele. Rocca Pia e Campo di Giove furono usati come centri di detenzione, mentre il versante di Fara San Martino veniva bombardato dagli americani e dato alle fiamme dai nazisti in fuga lungo la linea Gustav.
Nel 1955 venne effettuato uno studio sulla Maiella e si concluse che la montagna era ammirevole per la conservazione fisica e culturale del patrimonio, rispetto ad altre aree italiane già industrializzate, ma necessitava un ammodernamento del territorio. Negli anni ottanta furono installati a Pretoro i primi impianti da sci, così come a Campo di Giove, incrementando il turismo. Successivo fattore di frequenza di visitatori fu la creazione del parco nazionale della Maiella nel 1992, con lo scopo di valorizzare il territorio.

## Ambiente

### Flora
Il 37% delle specie italiane è presente sul territorio del parco, tra le endemiche ricordiamo la soldanella del calcare ed il fiordaliso della Maiella.

### Fauna

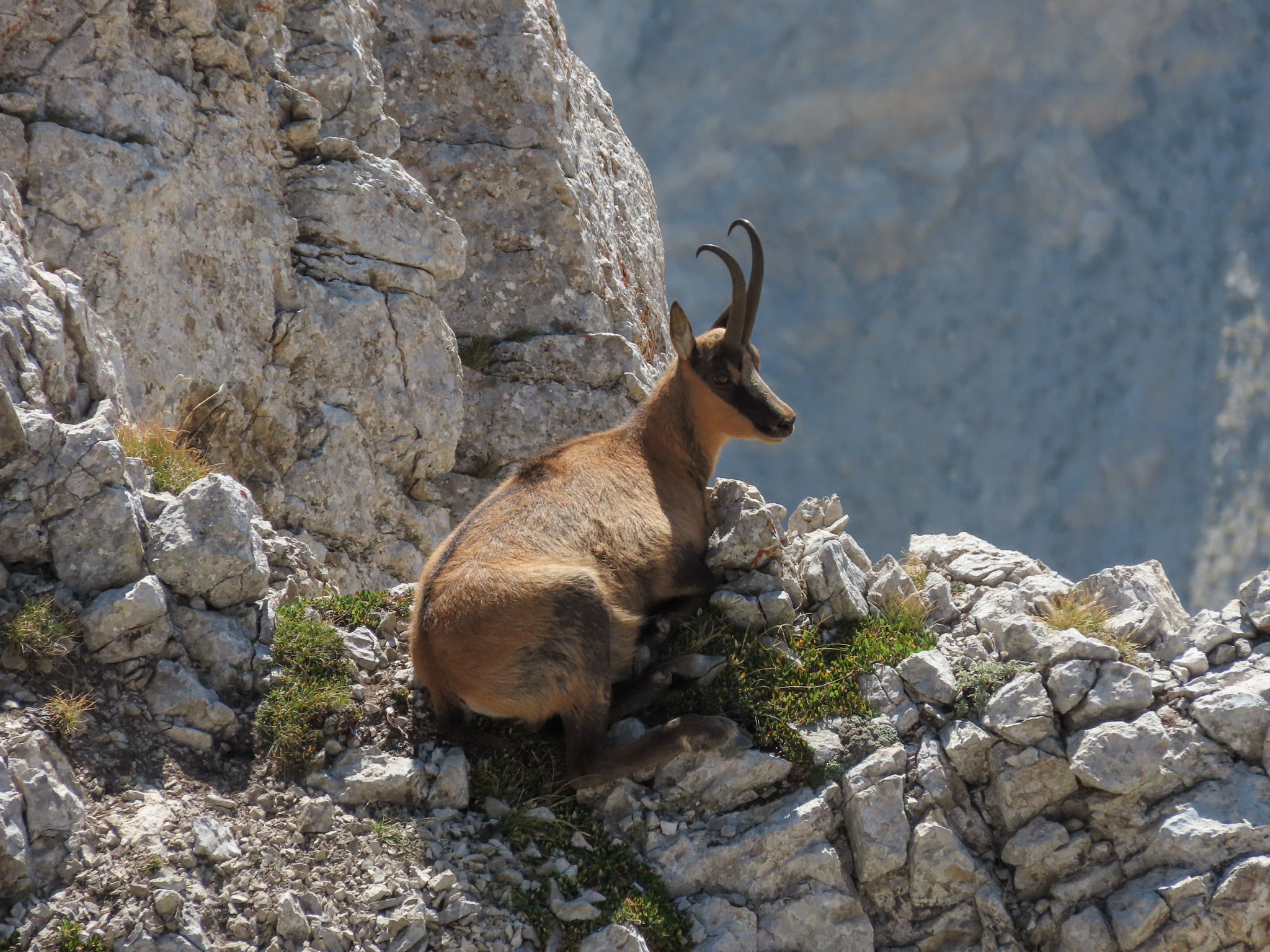
Camoscio appenninico

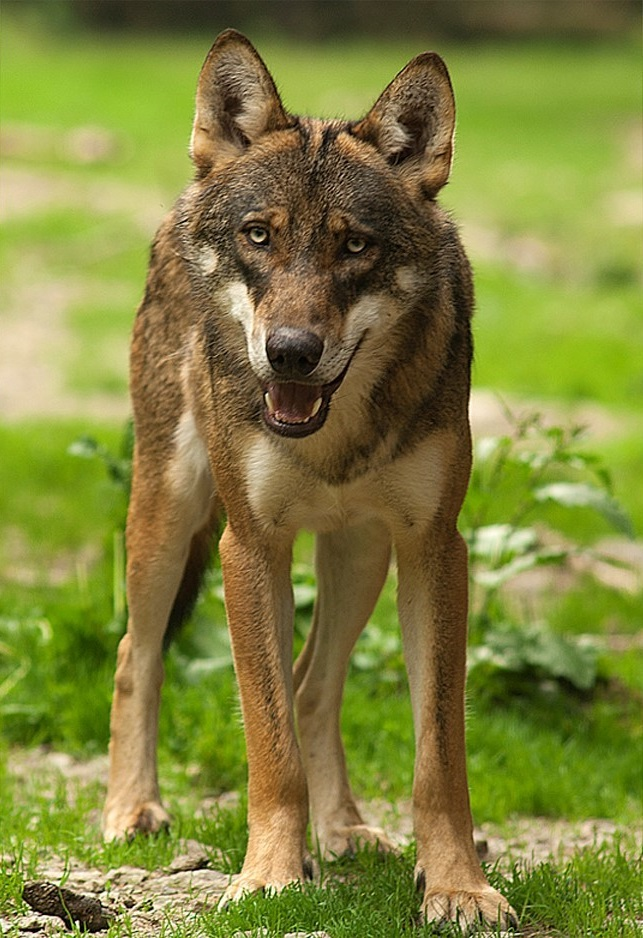
Lupo appenninico

Il parco della Maiella ospita il nucleo di orsi marsicani più importante presente fuori dal parco nazionale d'Abruzzo, Lazio e Molise e relativa zona di protezione esterna: la stima del 2015 è da 5 a 9 esemplari, saliti ad almeno 13, di cui almeno due femmine riproduttive, nel 2018. Nel 2014 è stata infatti avvista la prima femmina con due cuccioli e nel 2018 è avvenuto un parto di tre orsetti. Il monitoraggio effettuato nel 2019 ha confermato la presenza di almeno 15 orsi, di cui 6 stabilmente presenti (un maschio, due femmine e tre giovani di un anno), oltre a 9 esemplari erratici.
Nel parco è presente la popolazione di camosci appenninici più importante in assoluto: oltre 1 200 capi nel 2018, in aumento. Da ricordare che il camoscio si era estinto in passato, ma fu reintrodotto nel 1991 prelevando alcuni esemplari dal parco nazionale d'Abruzzo, Lazio e Molise.
Il lupo appenninico è presente con una popolazione (2013) di almeno cinquanta esemplari stabili, raggruppati in undici branchi, più numerosi individui isolati ed erratici, per un totale di 70-80 lupi.
Il cervo fu reintrodotto negli anni ottanta nelle riserve naturali statali e ora conta circa 700-800 capi. Anche il capriolo fu reintrodotto nello stesso periodo del cervo e ora è una presenza comune in questa area protetta, anche se non se ne conosce il numero esatto.
- Mammiferi: cinghiale, lepre, camoscio d'Abruzzo, cervo, capriolo, donnola, faina, gatto selvatico, istrice, orso marsicano, lontra, lupo appenninico, martora, moscardino, puzzola, riccio, rinolofo maggiore, tasso, talpa, vespertilio smarginato, volpe.
- Rettili: il colubro di riccioli, la vipera dell'Orsini, la lucertola campestre, il ramarro;
- Anfibi: salamandrina terdigitata, l'ululone dal ventre giallo
- Uccelli: l'aquila reale, l'astore, la cinciarella, il codibugnolo, il falco pecchiaiolo, la coturnice, il falco pellegrino, il fringuello alpino, il gheppio, il gracchio alpino, il gracchio corallino, il lanario, il merlo, il picchio dorsobianco, il picchio muratore, il piviere tortolino, il sordone, lo sparviero.

### Aree naturali protette
- Parco nazionale della Maiella
- Riserva naturale Piana Grande della Maielletta
- Riserva naturale Valle dell'Orfento I
- Riserva naturale Valle dell'Orfento II
- Riserva naturale Lama Bianca di Sant'Eufemia a Maiella
- Riserva naturale Monte Rotondo
- Riserva naturale Fara San Martino-Palombaro

Nel marzo 1999 è stata abrogata e inglobata nel parco nazionale la riserva naturale Maiella Orientale, istituita con legge regionale nel giugno 1991 e oasi WWF, sui comuni di Lama dei Peligni e di Civitella Messer Raimondo.

## Geografia antropica

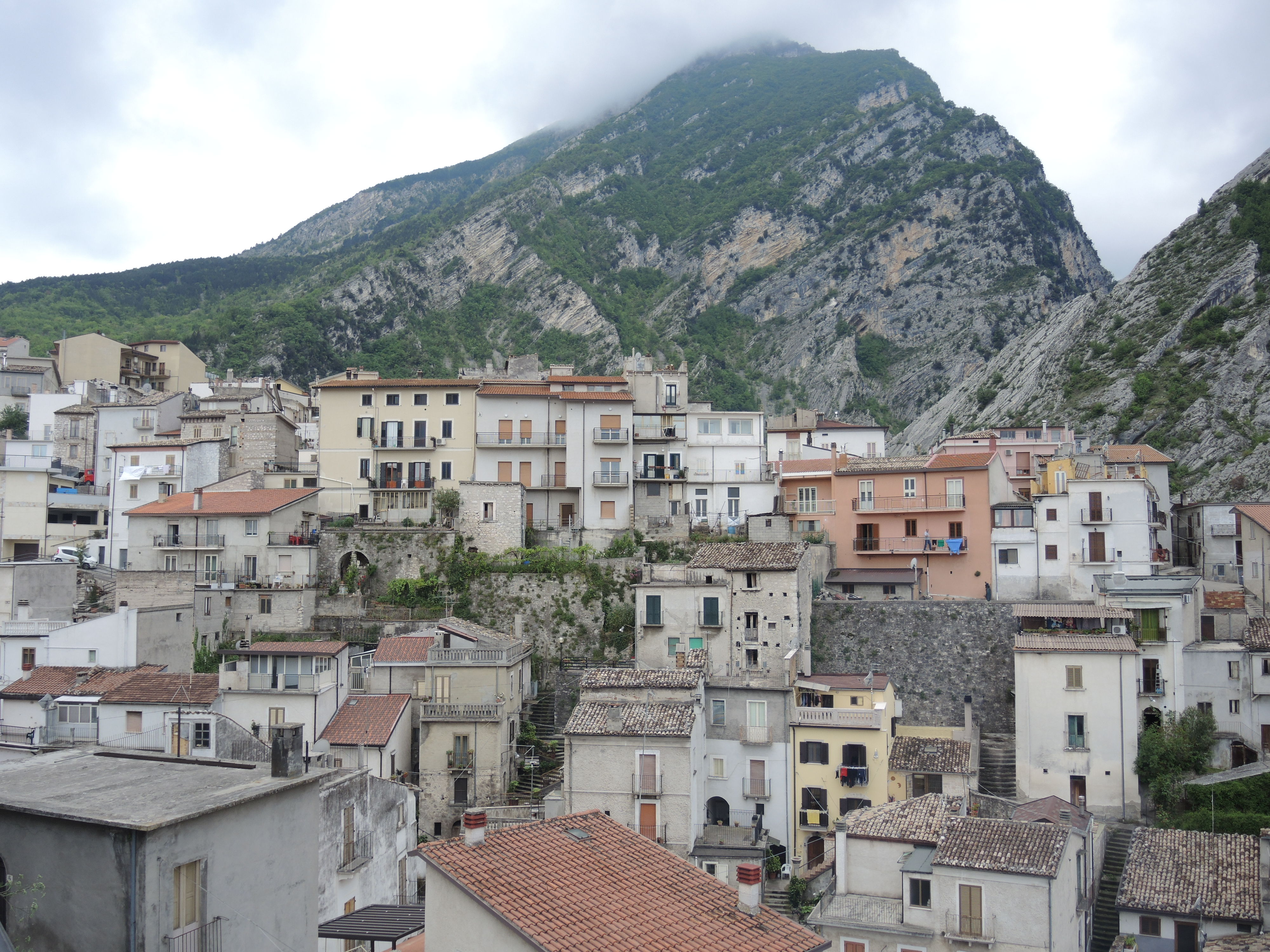
Fara San Martino con dietro il versante orientale della Maiella

### Comuni interessati
- Abbateggio
- Ateleta
- Bolognano
- Bussi sul Tirino
- Campo di Giove
- Cansano
- Caramanico Terme
- Civitella Messer Raimondo
- Corfinio
- Fara San Martino
- Gamberale
- Guardiagrele
- Lama dei Peligni
- Lettomanoppello
- Lettopalena
- Manoppello
- Montenerodomo
- Pacentro
- Palena
- Palombaro
- Pennapiedimonte
- Pescocostanzo
- Torricella Peligna
- Pettorano sul Gizio
- Pizzoferrato
- Popoli Terme
- Pratola Peligna
- Pretoro
- Rapino
- Rivisondoli
- Roccamorice
- Roccaraso
- Roccacasale
- Rocca Pia
- Salle
- Sant'Eufemia a Maiella
- San Valentino in Abruzzo Citeriore
- Serramonacesca
- Sulmona
- Taranta Peligna
- Tocco da Casauria

### Monumenti e luoghi di interesse

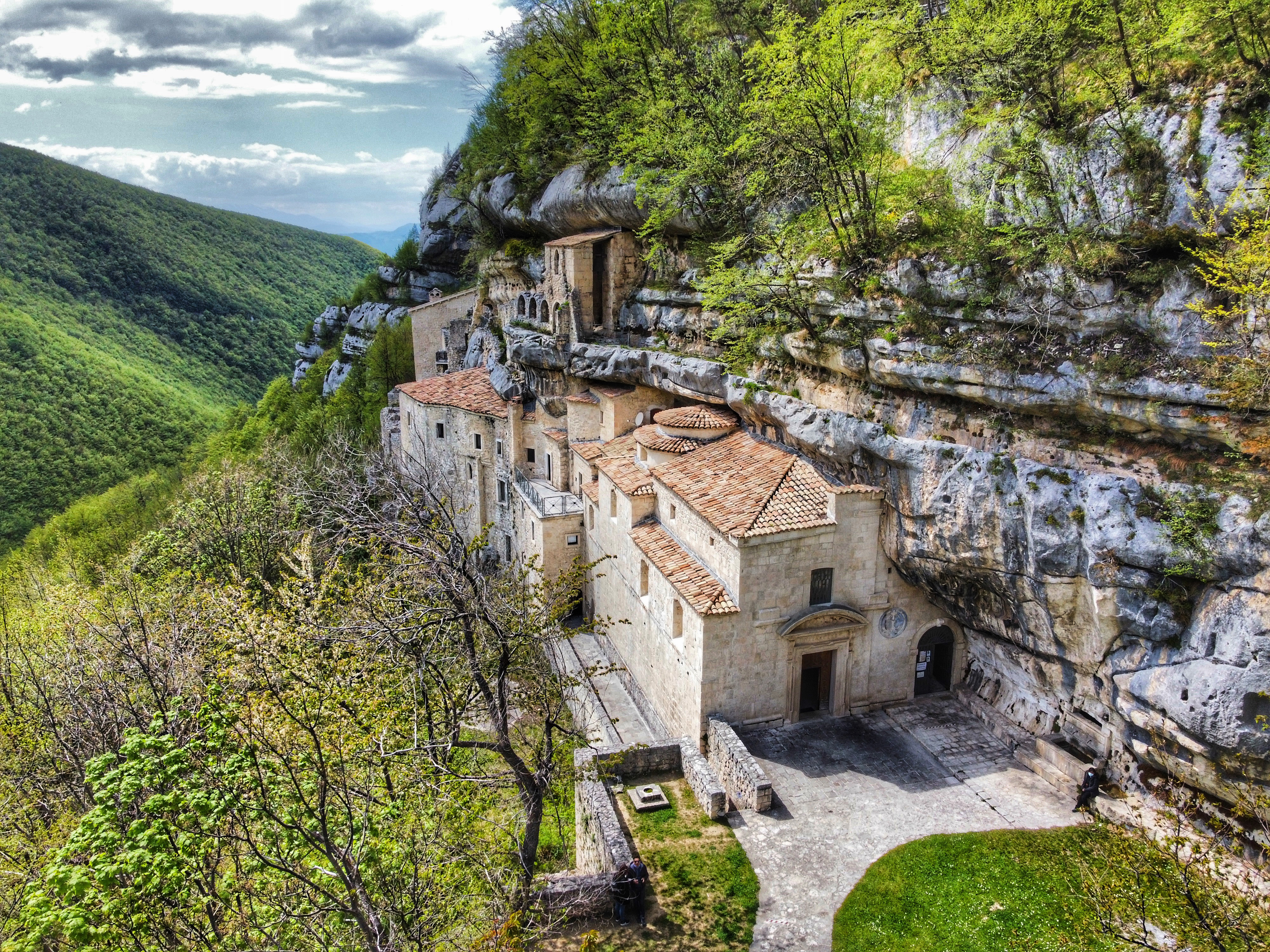
Eremo di Santo Spirito a Maiella

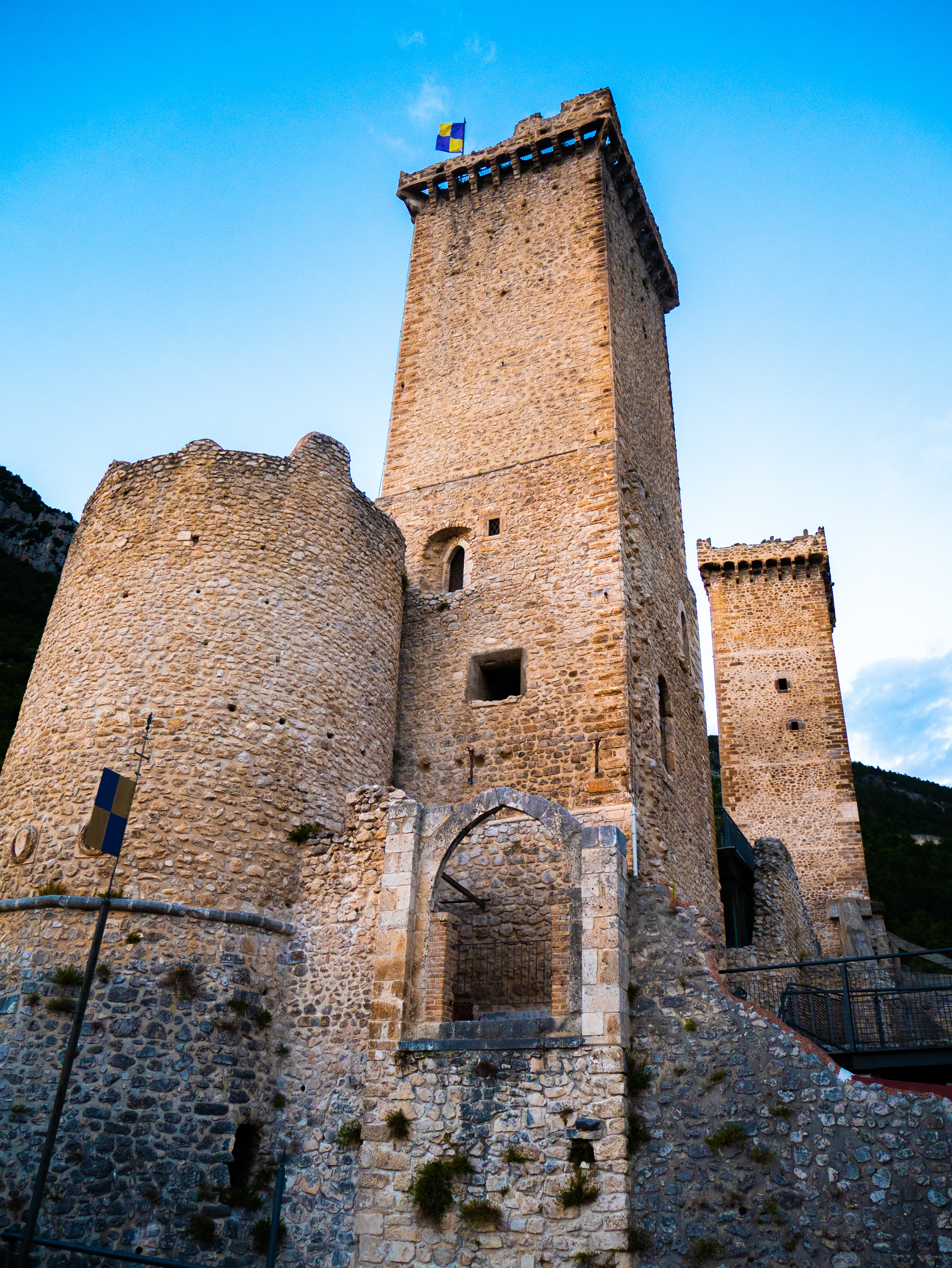
Castello Caldora di Pacentro

Al livello artistico e culturale, la Maiella è molto ricca di borghi medievali arroccati sulla roccia, come Pacentro, Caramanico Terme, Fara San Martino e Palena. Inoltre molti altri centri, incluse le maggiori città di Sulmona e Guardiagrele sono stati inseriti nel Parco nazionale della Maiella.
La montagna all'epoca di papa Celestino V fu molto frequentata dagli eremiti, che fondarono dei veri e propri monasteri, o piccoli conventi-romitorio dove meditare in silenzio. I castelli fortificati erano posti a guardia delle grandi abbazie che si trovavano nella pianura, a controllo del traffico di merci. Molto materiale storico si è perfettamente conservato, in stile più che altro gotico per quanto concerne la struttura delle chiese, realizzate con la caratteristica "pietra della Maiella".
Architetture religiose
- Abbazia di San Clemente a Casauria (Castiglione a Casauria)
- Abbazia di San Liberatore a Maiella (Serramonacesca)
- Eremo di Sant'Onofrio a Serramonacesca
- Santuario di San Rocco (Roccamontepiano)
- Monastero di San Pietro a Maiella (Roccamontepiano)
- Abbazia di Santa Maria Arabona (Manoppello)
- Cattedrale di Santa Maria Maggiore (Guardiagrele)
- Abbazia di San Martino in Valle (Fara San Martino)
- Chiesa dei Santi Nicola e Clemente (Lama dei Peligni)
- Eremo della Madonna dell'Altare (Palena)
- Eremo della Madonna di Coccia (Campo di Giove)
- Cattedrale di San Panfilo (Sulmona)
- Eremo di Sant'Onofrio al Morrone (Sulmona)
- Abbazia di Santo Spirito al Morrone (Sulmona)
- Santuario di Ercole Curino – tempio romano di Sulmona
- Parco Archeologico di Ocriticum – santuario italico-romano di Cansano
- Chiesa abbaziale di San Tommaso Becket (Caramanico Terme)
- Eremo di Santo Spirito a Maiella (Roccamorice)
- Eremo di San Bartolomeo in Legio (Roccamorice)
- Cattedrale di San Pelino (Corfinio)

Architettura militare
- Castello Caldora di Pacentro
- Torre Orsini di Guardiagrele
- Castello De Sanctis di Roccacasale
- Castello di Salle
- Borgo fortificato di Roccacaramanico
- Castel Menardo di Serramonacesca
- Castello ducale di Palena
- Castello ducale Cantelmo a Popoli Terme
- Borgo fortificato di Pennapiedimonte
- Castello Caracciolo di Tocco da Casauria

## Infrastrutture e trasporti
Su ogni versante il massiccio è solcato da strade pedemontane che raggiungono tutti i vari centri abitati collinari e montani. Sul lato nord è lambita dall'autostrada A25 Roma-Pescara che attraversa dai margini settentrionali della Conca Peligna la valle del Aterno-Sagittario prima e l'inizio della Val Pescara poi nei pressi delle gole di Popoli.

## Sport

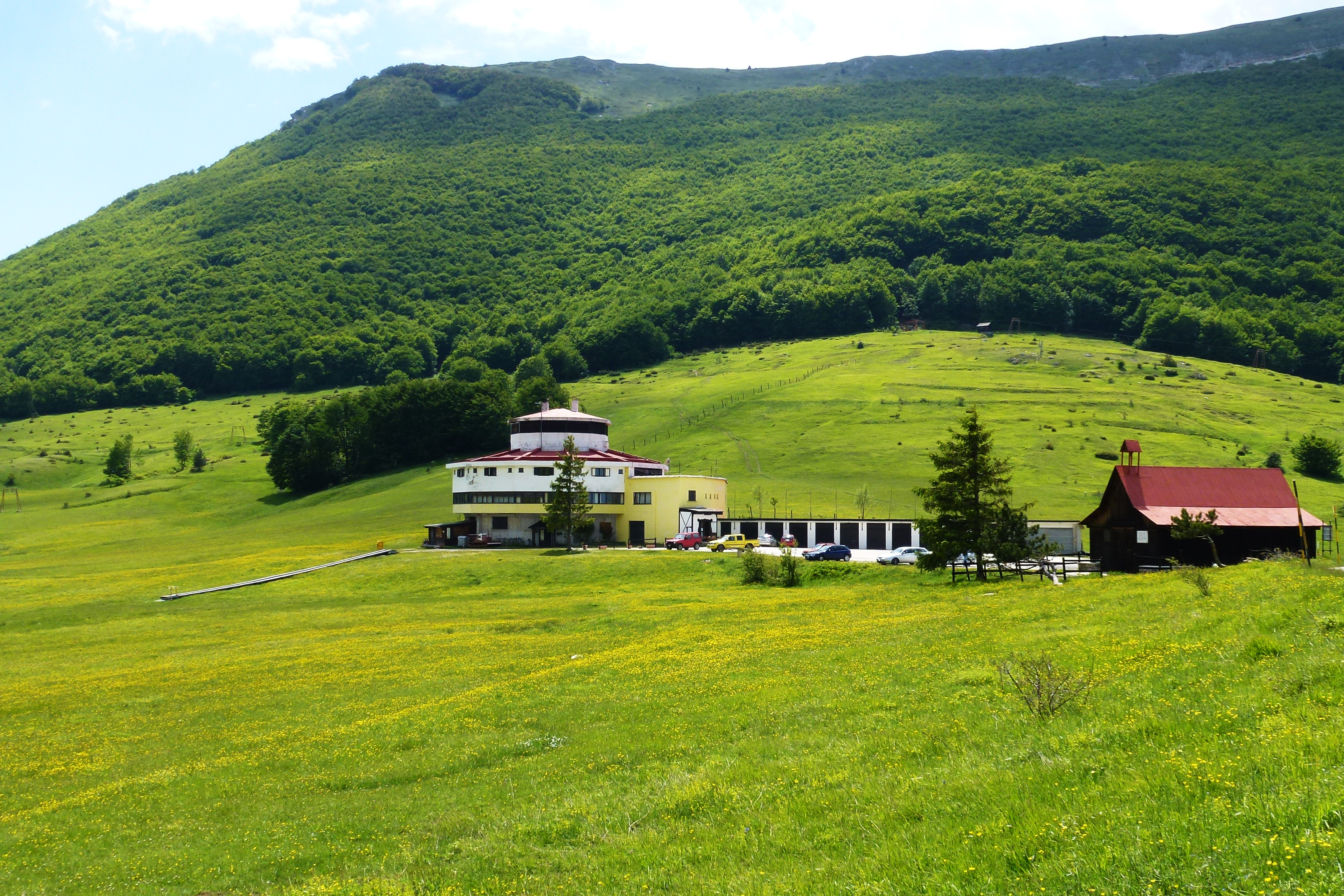
Veduta estiva di passo San Leonardo

### Stazioni sciistiche
Il massiccio ospita in tutto tre stazioni sciistiche su differenti versanti, geograficamente non collegate tra loro: la più nota e frequentata è la stazione di Passolanciano-Maielletta sul versante chietino, le altre sono quelle di Campo di Giove e passo San Leonardo in territorio aquilano. Il loro bacino d'utenza tipico è il basso Abruzzo con le province di Chieti e Pescara e il basso aquilano.

### Escursionismo ed arrampicata
Tutto il massiccio della Maiella è percorso da sentieri escursionistici e percorsi alpinistici, come quello della "direttissima" per monte Amaro.
Numerose le falesie per la pratica dell'arrampicata su roccia. Da segnalare la falesia di Roccamorice (Pescara) dove sono presenti più di duecento vie, il vallone di Pennapiedimonte (Chieti), la parete di San Domenico-Valle del Sole a Pizzoferrato (Chieti), la falesia presso le Gole di Fara San Martino (Chieti) con ben otto settori.

### Ciclismo
Per sette volte, Passolanciano, la Maielletta e il Blockhaus sono stati complessivamente sedi di arrivo di una tappa del Giro d'Italia, la prima nel 1967, l'ultima nel 2022. L'ascesa fino al Blockhaus da Pretoro, Scafa-Lettomanoppello o Roccamorice, posta al termine di una lunga e impegnativa salita, passando per Passolanciano-Maielletta, rappresenta una delle ascese più lunghe e più dure del Centro Italia e d'Italia.

### Bivacchi e rifugi

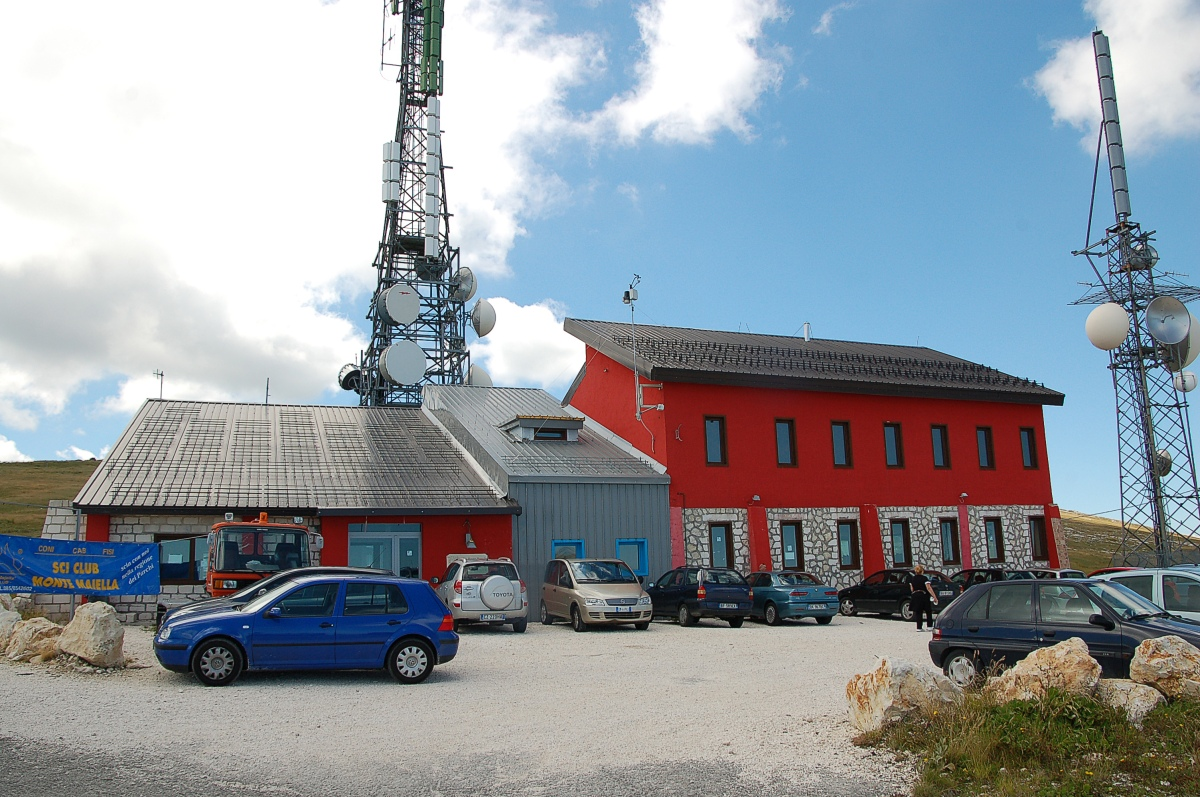
Rifugio Bruno Pomilio presso Rapino

- Bivacco Carlo Fusco (Pennapiedimonte)
- Bivacco Cesare Mario Pelino (Fara San Martino)
- Bivacco Grotta dei Porci (Fara San Martino)
- Bivacco Piano della Casa (Fara San Martino)
- Rifugio Accio di Cotica (Ateleta)
- Rifugio Addiaccio della Chiesa (Sant'Eufemia a Maiella)
- Rifugio Bruno Pomilio (Rapino)
- Rifugio Capoposto (Sant'Eufemia a Maiella)
- Rifugio Casa del Pastore (Civitella Messer Raimondo)
- Rifugio Ciro Manzini (Fara San Martino)
- Rifugio Colle delle Vacche (Pratola Peligna)
- Rifugio Colle Fauni (Palena)
- Rifugio Colle Strozzi (Pennapiedimonte)
- Rifugio del Blockhaus di Pietra Cernaia (Ateleta)
- Rifugio Diana e Tamara (Roccacaramanico)
- Rifugio d'Ugni (Pennapiedimonte)
- Rifugio Grotta dei Diavoli (Fara San Martino)
- Rifugio Filippo Di Donato (Sant'Eufemia a Maiella)
- Rifugio Fonte Tarì (Lama dei Peligni)
- Rifugio Guado di Coccia (Campo di Giove)
- Rifugio Iaccio della Madonna (Caramanico Terme)
- Rifugio Iaccio Grande (Salle)
- Rifugio Iaccio Rosso (Pratola Peligna)
- Rifugio il Majo (Cansano)
- Rifugio La Cesa (Caramanico Terme)
- Rifugio Lama Bianca (Sant'Eufemia a Maiella)
- Rifugio Marcello Di Marco (o Maielletta) (Caramanico Terme)
- Rifugio Martellese (Pennapiedimonte)
- Rifugio Monte Corvo (Popoli Terme)
- Rifugio Monte Rotella (Roccapia)
- Rifugio Paolo Barrasso (Caramanico Terme)
- Rifugio Piano della Corte (Caramanico Terme)
- Rifugio Pischioli (Pennapiedimonte)
- Rifugio Piazza del Re (Roccaraso)
- Rifugio Puzzacchio (Roccacasale)
- Rifugio Raffaele Paolucci (Pretoro)
- Rifugio Vicenne (Sulmona)